# David Stott Building
Le David Stott Building est un gratte-ciel de bureaux de 133 mètres de hauteur (hauteur du toit) construit à Détroit en 1929 dans un style Art déco.
Avec le mat situé au sommet la hauteur maximale de l'immeuble est de 138 mètres.
L'architecte est l'agence Donaldson & Meier
Menacé à de démolition, l'immeuble a été sauvé par un projet de rénovation.